# Carolus Enckels
Carolus Enckels (Zelem, 23 oktober 1817 - Halen, 9 mei 1888) was een Belgisch burgemeester.

## Levensloop
Enckels was een landbouwer. Hij werd in 1868 burgemeester van Zelem. Hij bleef dit tot 1879.